# Sariego
Sariego è un comune spagnolo di 1 372 abitanti situato nella comunità autonoma delle Asturie.